# Termes (Lozère)
Termes è un comune francese di 219 abitanti situato nel dipartimento della Lozère nella regione dell'Occitania.

## Società

### Evoluzione demografica
Abitanti censiti